# John Slim
John Percival Slim (Wandsworth, 9 gennaio 1885 – Wandsworth, 14 marzo 1966) è stato un lottatore britannico, specializzato nella lotta libera.

## Palmarès

### Olimpiadi
- Argento a Londra 1908 nei pesi piuma.